# Pertti
Pertti ist ein finnischer männlicher Vorname. Der Name ist eine finnische Kurzform u. a. der Vornamen Albert, Dagobert, Engelbert, Herbert, Hubert und Robert, vergleichbar Bert.

## Namensträger
- Pertti Hasanen (* 1954), finnischer Eishockeytorwart und -trainer
- Pertti Karppinen (* 1953), finnischer Ruderer
- Pertti Mäkinen (* 1952), finnischer Bildhauer, Medailleur und Hochschullehrer
- Pertti Paasio (1939–2020), finnischer Politiker
- Pertti Purhonen (1942–2011), finnischer Boxer
- Pertti Sveholm (* 1953), finnischer Schauspieler
- Pertti Teurajärvi (* 1951), finnischer Skilangläufer
- Pertti Tikka (* 1955), finnischer Ski-Orientierungsläufer
- Pertti Ukkola (* 1950), finnischer Ringer